# نعناع دغلي أمريكي
نعناع دغلي أمريكي (الاسم العلمي:Hyptis americana) هو نوع من النباتات يتبع جنس النعناع الدغلي من الفصيلة الشفوية              .	